# Jaqee
Jaqueline Nakiri Nalubale, plus connue sous son nom de scène Jaqee, est une chanteuse suédoise d'origine ougandaise. Elle revendique son statut d'artiste inclassable, sa musique se situant au carrefour de la soul, du reggae, de l'electro et de la world music. Son dernier album "Fly High" est sorti en 2017.